# Coulonges (Charente)
Coulonges és un municipi francès situat al departament del Charente i a la regió de la Nova Aquitània. L'any 2007 tenia 148 habitants.

## Demografia

### Població
El 2007 la població de fet de Coulonges era de 148 persones. Hi havia 60 famílies de les quals 16 eren unipersonals (4 homes vivint sols i 12 dones vivint soles), 20 parelles sense fills i 24 parelles amb fills.
La població ha evolucionat segons el següent gràfic:
Habitants censats

### Habitatges
El 2007 hi havia 70 habitatges, 62 eren l'habitatge principal de la família i 8 eren segones residències. Tots els 70 habitatges eren cases. Dels 62 habitatges principals, 53 estaven ocupats pels seus propietaris, 7 estaven llogats i ocupats pels llogaters i 2 estaven cedits a títol gratuït; 3 tenien dues cambres, 12 en tenien tres, 16 en tenien quatre i 31 en tenien cinc o més. 39 habitatges disposaven pel capbaix d'una plaça de pàrquing. A 26 habitatges hi havia un automòbil i a 27 n'hi havia dos o més.

### Piràmide de població
La piràmide de població per edats i sexe el 2009 era:
| Homes | Edats   | Dones |
| ----- | ------- | ----- |
| 0     | 95 o +  | 0     |
| 0     | 90 a 94 | 0     |
| 0     | 85 a 89 | 4     |
| 0     | 80 a 84 | 0     |
| 4     | 75 a 79 | 4     |
| 4     | 70 a 74 | 16    |
| 8     | 65 a 69 | 4     |
| 0     | 60 a 64 | 4     |
| 4     | 55 a 59 | 0     |
| 4     | 50 a 54 | 4     |
| 8     | 45 a 49 | 8     |
| 0     | 40 a 44 | 0     |
| 8     | 35 a 39 | 0     |
| 4     | 30 a 34 | 0     |
| 0     | 25 a 29 | 4     |
| 4     | 20 a 24 | 4     |
| 0     | 15 a 19 | 0     |
| 0     | 10 a 14 | 0     |
| 4     | 5 a 9   | 0     |
| 4     | 0 a 4   | 0     |

## Economia
El 2007 la població en edat de treballar era de 87 persones, 65 eren actives i 22 eren inactives. De les 65 persones actives 58 estaven ocupades (33 homes i 25 dones) i 7 estaven aturades (4 homes i 3 dones). De les 22 persones inactives 7 estaven jubilades, 9 estaven estudiant i 6 estaven classificades com a «altres inactius».

### Ingressos
El 2009 a Coulonges hi havia 57 unitats fiscals que integraven 146 persones, la mediana anual d'ingressos fiscals per persona era de 15.881 €.

### Activitats econòmiques
Els 2 establiments que hi havia el 2007 eren d'empreses de fabricació d'altres productes industrials.
L'any 2000 a Coulonges hi havia 12 explotacions agrícoles que ocupaven un total de 602 hectàrees.

## Poblacions més properes
El següent diagrama mostra les poblacions més properes.